# ونویکسولی
ونویکسولی (به لاتین: Vanwyksvlei) یک شهرک در آفریقای جنوبی است که در Kareeberg Local Municipality واقع شده‌است.